# 1629 Pecker
1629 Pecker este un asteroid din centura principală, descoperit pe 28 februarie 1952, de Louis Boyer.